# Érmellék
Érmellék is een Hongaarse etnografische regio in het district Bihor in Transsylvanië in Roemenië. De streek is gelegen ten noorden van de stad Oradea en bevat onder meer de steden Marghita, Valea lui Mihai en Săcueni.

## Bevolking

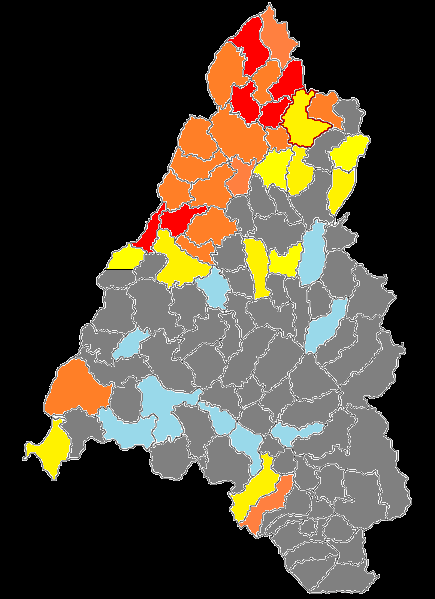
De Hongaren in het district Bihor tijdens de volkstelling van 2011. Rood = Aandeel Hongaren boven 80%, Oranje = Hongaarse meerderheid tussen 50 - 79%, Geel = Hongaarse minderheid boven 20%, Blauw = Hongaarse minderheid tussen 10 - 20%, Grijs = Hongaarse minderheid onder de 10%.

Volgens de volkstelling van 2011 was de bevolking van de streek als volgt:
| Gemeente        | Totaal | Roemenen | Hongaren |
| --------------- | ------ | -------- | -------- |
| Abrămuț         | 3.071  | 926      | 1.696    |
| Biharia         | 4.205  | 626      | 3.375    |
| Borș            | 3.946  | 441      | 3.389    |
| Buduslău        | 1.907  | 17       | 1.756    |
| Cetariu         | 2.165  | 319      | 1.726    |
| Cherechiu       | 2.416  | 43       | 2.272    |
| Ciuhoi          | 2.333  | 855      | 1.295    |
| Curtuișeni      | 3.780  | 825      | 2.339    |
| Diosig          | 6.816  | 1.758    | 3.338    |
| Marghita        | 15.707 | 7.789    | 6.349    |
| Paleu           | 2.523  | 612      | 1.804    |
| Roșiori         | 3.113  | 1.224    | 1.792    |
| Săcueni         | 11.526 | 734      | 8.592    |
| Sălacea         | 3.036  | 53       | 2.817    |
| Sălard          | 4.340  | 1.105    | 3.022    |
| Șimian          | 3.876  | 726      | 2.488    |
| Tămășeu         | 2.019  | 312      | 1.590    |
| Tărcaia         | 1.969  | 861      | 1.062    |
| Tarcea          | 2.690  | 386      | 1.936    |
| Valea lui Mihai | 9.902  | 1.158    | 7.971    |
| Viișoara        | 1.336  | 264      | 1.059    |
| Totaal          | 92.676 | 21.034   | 61.668   |

De Hongaren vormen in totaal circa 67 procent van de bevolking gevolgd door de Roemenen als belangrijkste minderheid met 23 procent van de bevolking.